# Torneig de les Tres Nacions 2005

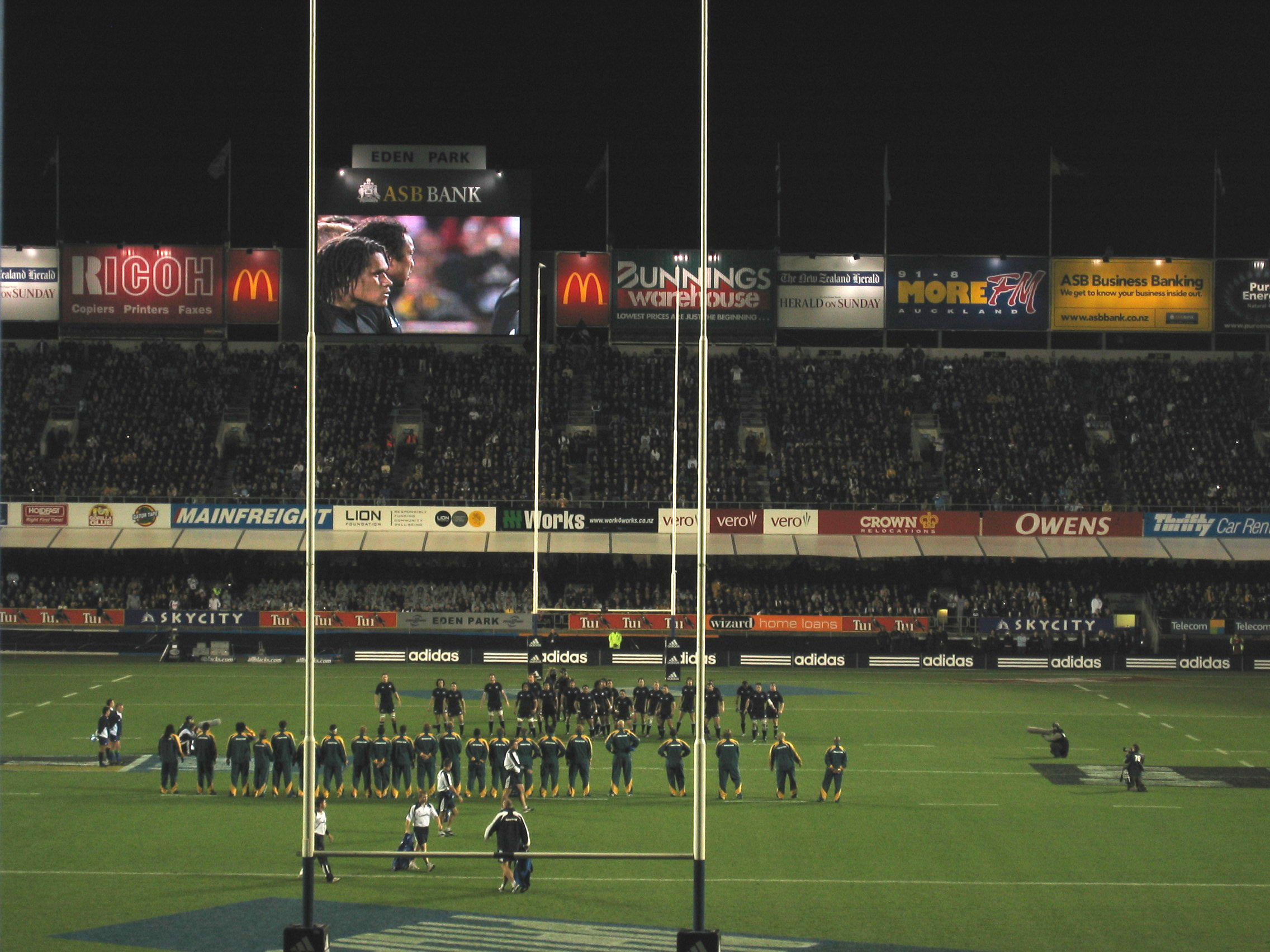
Darrera jornada del torneig, partit entre els All Blacks i els Wallabies a l'Eden Park d'(Auckland)

El Torneig de les Tres Nacions de l'any 2005, fou la desena edició d'aquesta competició, realitzada entre el 30 de juliol i el 3 de setembre. Els All Blacks conquistaren la sisena corona de la competició, especialment gràcies a una victòria clau contra els Springbooks a casa en la cinquena jornada del torneig.

## Classificació
| Nació        | Partits | Partits  | Partits  | Partits | Punts   | Punts     | Punts      | Bonus | Taula de punts |
| Nació        | jugats  | guanyats | empatats | perduts | a favor | en contra | difèrencia | Bonus | Taula de punts |
| ------------ | ------- | -------- | -------- | ------- | ------- | --------- | ---------- | ----- | -------------- |
| Nova Zelanda | 4       | 3        | 0        | 1       | 111     | 86        | +25        | 3     | 15             |
| Sud-àfrica   | 4       | 3        | 0        | 1       | 93      | 82        | +11        | 1     | 13             |
| Austràlia    | 4       | 0        | 0        | 4       | 72      | 108       | −36        | 3     | 3              |

## Resultats

### 1a Jornada
| Sud-àfrica | 22–16 | Austràlia                                                    | 30 de juliol de 2005 15:00 SAST (UTC+02) - Securicor Loftus, Pretoria · Assistència: 53,056 espectadors · Àrbitre: Paul Honiss (Nova Zelanda) |
| Assaigs: Breyton Paulse Cons: Percy Montgomery Pens: Percy Montgomery (3) Drops: Percy Montgomery, André Pretorius |       | Assaigs: George Smith Cons:Matt Giteau Pens: Matt Giteau (3) | 30 de juliol de 2005 15:00 SAST (UTC+02) - Securicor Loftus, Pretoria · Assistència: 53,056 espectadors · Àrbitre: Paul Honiss (Nova Zelanda) |

### 2a Jornada
| Sud-àfrica                                                                                    | 22–16 | Nova Zelanda                                                 | 6 d'agost de 2005 15:00 SAST (UTC+02) - Newlands Stadium, Cape Town · Assistència: 49,118 espectadors · Àrbitre: Andrew Cole (Austràlia) |
| Assaigs: Jean de Villiers Con: Percy Montgomery Pen: Percy Montgomery (4) DG: André Pretorius |       | Assaigs: Rico Gear Con: Daniel Carter Pen: Daniel Carter (3) | 6 d'agost de 2005 15:00 SAST (UTC+02) - Newlands Stadium, Cape Town · Assistència: 49,118 espectadors · Àrbitre: Andrew Cole (Austràlia) |

### 3a Jornada
| Austràlia                                                    | 13–30 | Nova Zelanda                                                                                                  | 13 d'agost de 2005 20:00 AEST (UTC+10) - Telstra Stadium, Sydney · Assistència: 83,000 espectadors · Àrbitre: Tony Spreadbury (Anglaterra) |
| Assaigs: Drew Mitchell Con: Matt Giteau Pen: Matt Giteau (2) |       | Assaigs: Richie McCaw, Joe Rokocoko, Piri Weepu Con: Daniel Carter (2), Luke McAlister Pen: Daniel Carter (3) | 13 d'agost de 2005 20:00 AEST (UTC+10) - Telstra Stadium, Sydney · Assistència: 83,000 espectadors · Àrbitre: Tony Spreadbury (Anglaterra) |

### 4a Jornada
| Austràlia                                                                | 19–22 | Sud-àfrica                                                               | 20 d'agost de 2005 18:00 AWST (UTC+08) - Subiaco Oval, Perth · Assistència: 43,278 espectadors · Àrbitre: Alain Rolland (Irlanda) |
| Assaigs: Clyde Rathbone Con: Mat Rogers Pen: Mat Rogers (3), Matt Giteau |       | Assaigs: Brian Habana (2) Pen: Percy Montgomery (3) DG: Percy Montgomery | 20 d'agost de 2005 18:00 AWST (UTC+08) - Subiaco Oval, Perth · Assistència: 43,278 espectadors · Àrbitre: Alain Rolland (Irlanda) |

### 5a Jornada
| Nova Zelanda | 31–27 | Sud-àfrica                                                                                              | 27 d'agost de 2005 19:35 NZST (UTC+12) - Carisbrook, Dunedin · Assistència: 29,500 espectadors · Àrbitre: Joël Jutge (França) |
| Assaigs: Leon MacDonald, Keven Mealamu Joe Rokocoko (2) Con: Leon MacDonald (3), Luke McAlister Pen: Leon MacDonald |       | Assaigs: Jaque Fourie, Brian Habana, Ricky Januarie Con: Percy Montgomery (3) Pen: Percy Montgomery (2) | 27 d'agost de 2005 19:35 NZST (UTC+12) - Carisbrook, Dunedin · Assistència: 29,500 espectadors · Àrbitre: Joël Jutge (França) |

### 6a Jornada
| Nova Zelanda                                                                                        | 34–24 | Austràlia                                                                              | 3 de setembre de 2005 19:35 NZST (UTC+12) - Eden Park, Auckland · Assistència: 45,000 espectadors · Àrbitre: Chris White (Anglaterra) |
| Assaigs: Doug Howlett (3), Richie McCaw Con: Leon MacDonald Pen: Leon MacDonald, Luke McAlister (3) |       | Assaigs: Mark Chisholm, Mark Gerrard, Lloyd Johansson, Lote Tuqiri Con: Mat Rogers (2) | 3 de setembre de 2005 19:35 NZST (UTC+12) - Eden Park, Auckland · Assistència: 45,000 espectadors · Àrbitre: Chris White (Anglaterra) |